# Artaserse

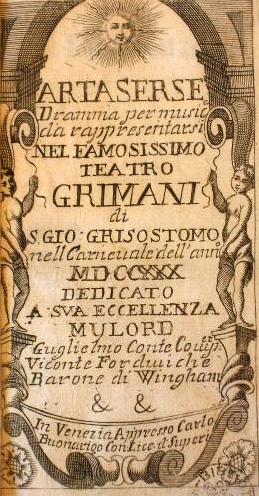
Portada del libreto original del arreglo de 1730 de Johann Adolph Hasse de Artaserse.

Artaserse es el nombre de numerosas óperas italianas, con libreto de varios poetas como Apostolo Zeno, Pietro Pariati, Francesco Silvani y sobre todo del poeta cesáreo, Pietro Metastasio. Artaserse es el nombre en italiano del rey persa Artajerjes I. Se conocen casi un centenar de obras con arreglos basados en el texto de Metastasio. El libreto fue compuesto por primera vez por Leonardo Vinci en 1730 para representarlo en Roma. Posteriormente también fue adaptado por Johann Adolph Hasse, Christoph Willibald Gluck, Carl Heinrich Graun y más de una cincuentena de compositores (
ver anexo), a menudo con el texto original alterado.
La ópera Artaxerxes compuesta por Thomas Arne en 1762 tiene un libreto inglés del texto de Metastasio. El aria de Wolfgang Amadeus Mozart para soprano y orquesta Conservati fedele (K. 23) fue compuesta en 1765 a partir de los versos de Mandane (hermana de Artaserse) al final de la primera escena.
La ópera tuvo una famosa representación en 1734 como un pastiche, destacando canciones de varios compositores como Johann Adolph Hasse, Nicola Porpora y Riccardo Broschi. El hermano de Ricardo Broschi, Farinelli, cantó una de las arias más conocidas, Son qual nave ch'agitata.